# 奈米黃金

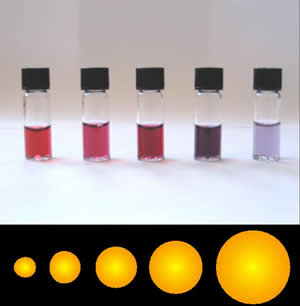
不同大小尺寸的奈米金粒子造成溶液不同的顏色

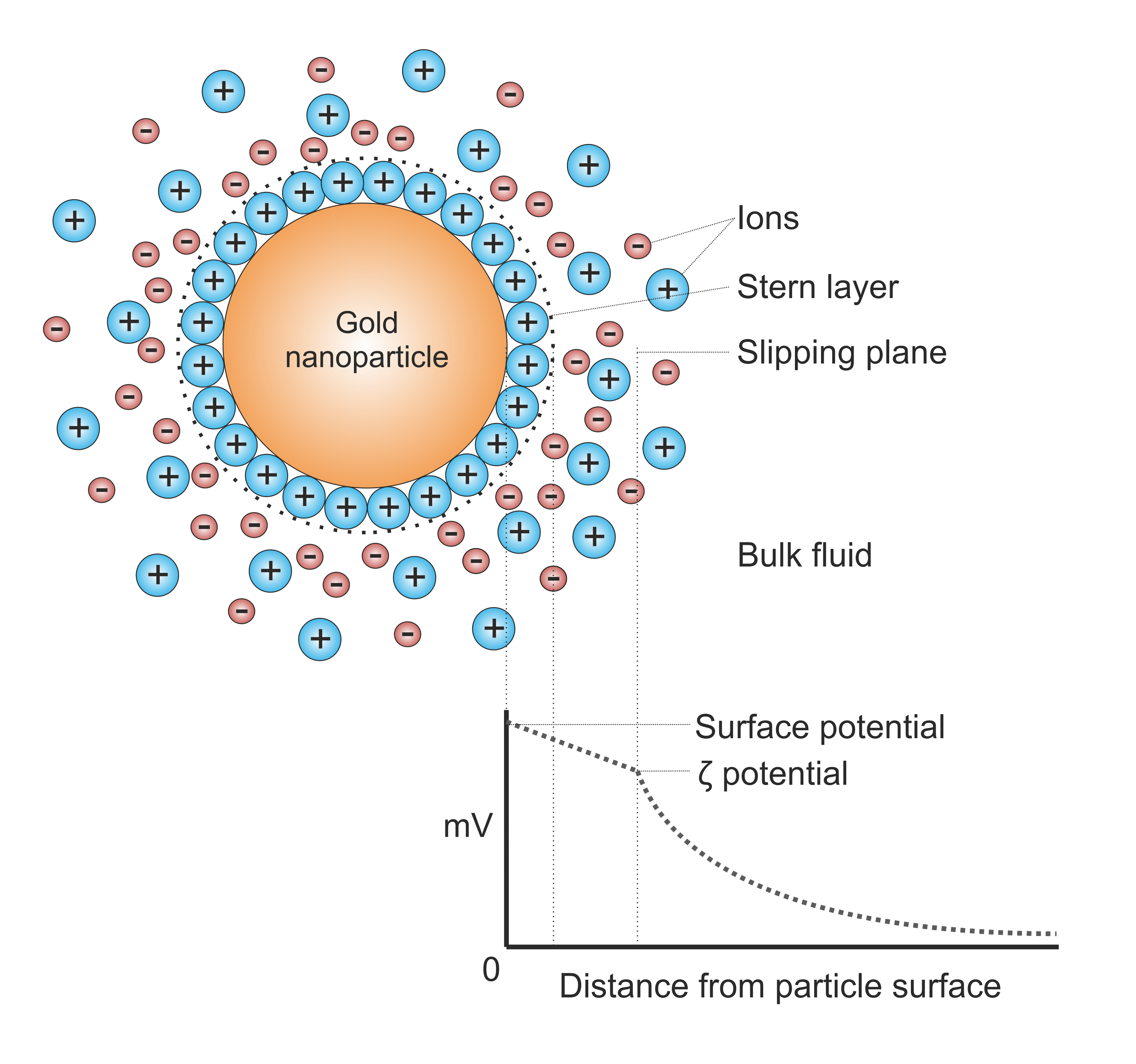
位能差和到粒子表面距離的函數圖

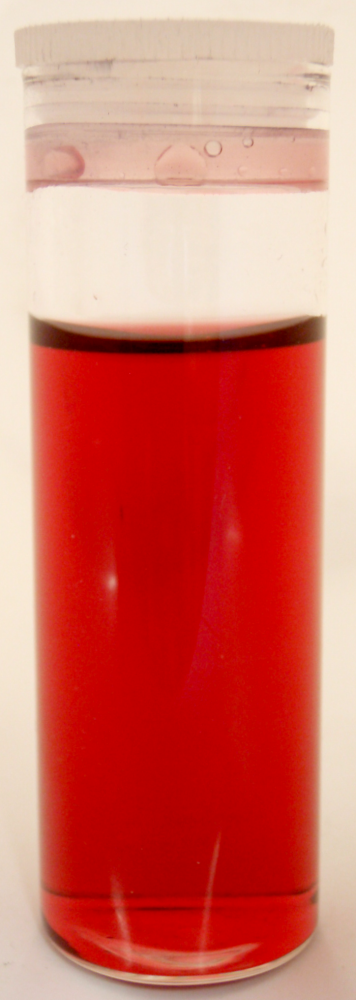
一瓶水溶性膠態金，其金粒子大小決定顏色

奈米黃金或奈米金（英語：nanogold），又稱膠態金（colloidal gold），因為它在空氣中容易聚集成為塊材黃金，所以一般都把奈米黃金製備在溶液系統中。膠態金水溶液呈現懸浮溶液的特色，溶液中金顆粒大小約在次微米尺寸（小於1微米）。在溶液中，尺寸大小低於100奈米的膠態金粒子常致使溶液帶有強烈的紅色，而尺寸大小高於100奈米的膠態金粒子則使溶液呈藍色或紫色。
由於金奈米粒子特殊的光學性質、電子性質、分子識別性質與良好的生物相容性，使纳米黄金成為了最廣泛被研究的金屬奈米材料，目前已應用於各種不同領域，如電子顯微鏡學、電子學、材料科學、奈米科技、生化感測、光學偵測、藥物投遞、催化反應、疾病治療、電子工程以及模板結晶等。
奈米黃金的性質、應用深深地受到尺寸和形狀的影響。舉例來說，棒狀的奈米黃金粒子在UV光譜圖上具有橫向吸收峰和縱向吸收峰，而且非等向性的形狀也影響了分子自組裝時的行為。

## 歷史
早在很久遠的古代，人類就已經知道製備、應用奈米黃金，主要用於製造花窗玻璃時，產生玻璃紅色或紫色的色澤。工匠們在製造花窗玻璃的流程中加入金粉，金粉雖然是數微米尺寸，顆粒太大直接鑲嵌在玻璃中還是金色的，但是金粉和玻璃一起熔融並冷卻後，就會析出奈米黃金，使玻璃呈現鮮艷的洋紅色。從小型玻璃器皿的古文物來看，人類對於奈米黃金的歷史可能可以追溯到古羅馬(四世紀羅馬酒杯)，甚至古埃及。
16世紀初時，德國煉金術師帕拉塞爾蘇斯聲稱他製造出了名稱為飲用金(Aurum Potabile)的金溶液長生不老藥，不過由於當時煉金術被視為缺乏根據的學問，相關可信文獻較為匱乏，對於他當時製造了何種金溶液還有待考究。
1669年，來自伦茨堡約翰·馮·勞芬斯登琨克爾和什勒斯維希人老安德列亞斯·卡爾胡斯(其子與其同名也是化學家不應混淆)一起發明名為卡爾胡斯紫的紫色沉澱釉料，改良了製造蔓越莓玻璃的製程。先用王水先溶解塊材黃金，形成氯金酸溶液，再把該溶液和氯化亞錫反應就可以還原出膠態金和二氧化錫。品管檢驗方式就是看金溶液的顏色，因為金的濃度和顏色深度是有相關的。1720年卡爾胡斯紫出口到中國，對後來清代瓷器的發展有深遠影響。
1842年約翰·赫歇爾發明金印術，利用膠態金在紙張上印出影像。
目前發現最早文獻記載對奈米金的研究起源於1847年，麥可‧法拉第用三氯化金還原出含有奈米黃金粒子的溶液時，觀察到黃金在不同尺度大小下不同的顏色。他稱呼這種形態的黃金為活性金(Activated Gold)，1857年時他使用磷來還原三氯化金溶液。起初卡爾胡斯紫顏料的化學組成是不明的，但是少數進行研究的科學家根據製造時加入的原料猜測顏料的內容應該是金錫化合物。法拉第是第一個發現這種顏料的成分其實是極為細小的金顆粒的科學家。
1898年里夏德·阿道夫·席格蒙迪首先從稀釋過的溶液中製備出膠態金，並進行大量的溶膠基礎研究。席格蒙迪的研究後繼有人，化學家特奧多爾·斯韋德貝里，發明了差速離心的方法來分離尺寸大小不同的膠態顆粒，而物理學家古斯塔夫·米則提出了米氏散射的理論來解釋細小顆粒的行為。

## 製取方式

### 物理方法

#### 氣相冷凝法
用真空蒸發、加熱、高頻感應等方法使原料氣化或形成等粒子體，然後驟冷。其特點純度高、結晶組織好、粒度可控，但技術設備要求高。

#### 物理粉碎法
通過機械粉碎、電火花爆炸等方法得到奈米粒子。其特點操作簡單、成本低，但產品純度低，顆粒分佈不均勻。

#### 機械球磨法
採用球磨方法，控制適當的條件到純元素、合金或復合材料的奈米粒子。其特點操作簡單、成本低，但產品純度低，顆粒分佈不均勻。

#### 磊晶堆疊法
用物理性之分散方法將黃金分解為原子結構的超細微化奈米金粒子，再以磊晶堆疊技術，將原子態的金粒子堆疊還原。純度高，可製造粒徑大小從0.5nm至100nm。

### 化學方法

#### 化學氣相沈積法
利用金屬化合物蒸氣的化學反應合成奈米材料。其特點產品純度高，粒度分佈窄。

#### 沈澱法
把沈澱劑加入到鹽溶液中反應後，將沈澱熱處理得到奈米材料。其特點簡單易行，但純度低，顆粒半徑大。

## 外部連結
- 生醫奈米技術 （页面存档备份，存于）